# Хвиля Дропнера

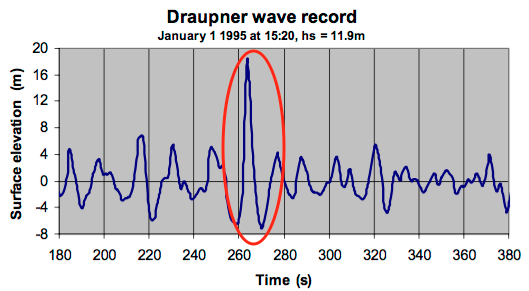
Запис висоти хвиль на платформі Дропнера

Хвиля Дропнера (також відома як хвиля Нового року) — перша хвиля-вбивця, зафіксована вимірювальним приладом на нафтовій платформі «Дропнер» у Північному морі біля берегів Норвегії 1 січня 1995 року. До того повідомлення про такі незвичайні хвилі існували тільки у вигляді оповідань очевидців.
Під час цієї події платформа зазнала незначних ушкоджень, що підтвердило вірність отриманих від лазерного далекоміра даних. У зоні з середньою висотою хвилі, рівною 12 метрам, зареєстровано незвичайну хвилю з максимальною висотою 25,6 метра. Частота появи подібних хвиль було оцінено як 1 до 200 000.